# Nishinoshima (Shimane)
Nishinoshima (西ノ島町 Nishinoshima-chō?) es un pueblo localizado en la prefectura de Shimane, Japón. En junio de 2019 tenía una población estimada de 2.854 habitantes y una densidad de población de 51 personas por km². Su área total es de 55,96 km².

## Demografía
Según los datos del censo japonés, esta es la población de Nishinoshima en los últimos años.
| Año del censo | Población |
| ------------- | --------- |
| 1995          | 4.048     |
| 2000          | 3.804     |
| 2005          | 3.486     |
| 2010          | 3.136     |
| 2015          | 3.027     |